# Pseudoxyomus oblongopunctata
Pseudoxyomus oblongopunctata är en skalbaggsart som beskrevs av Vladimir Balthasar 1941. Pseudoxyomus oblongopunctata ingår i släktet Pseudoxyomus och familjen Aphodiidae. Inga underarter finns listade i Catalogue of Life.